# Millennium Seed Bank Project

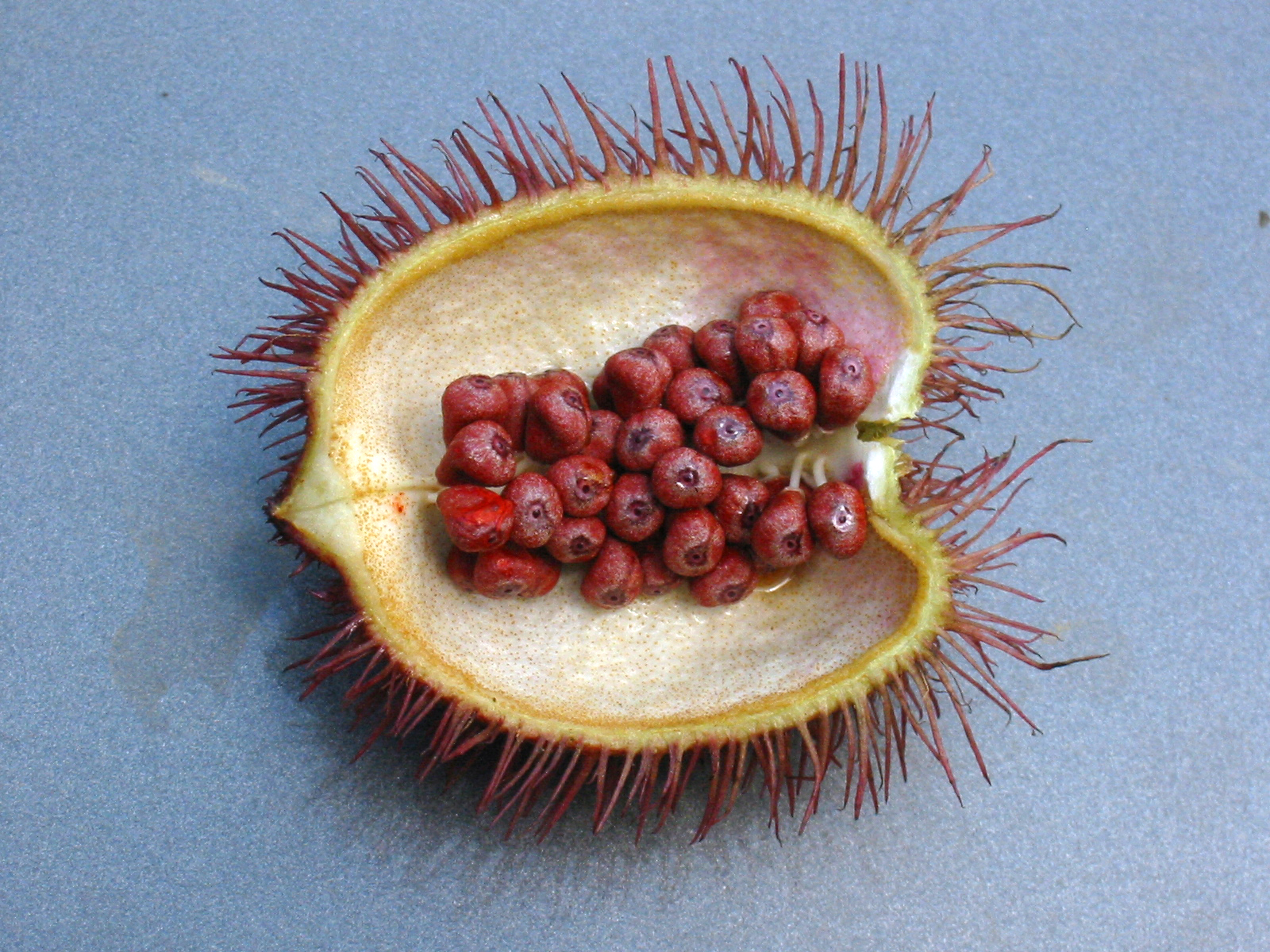
Sementes de Bixa orellana.

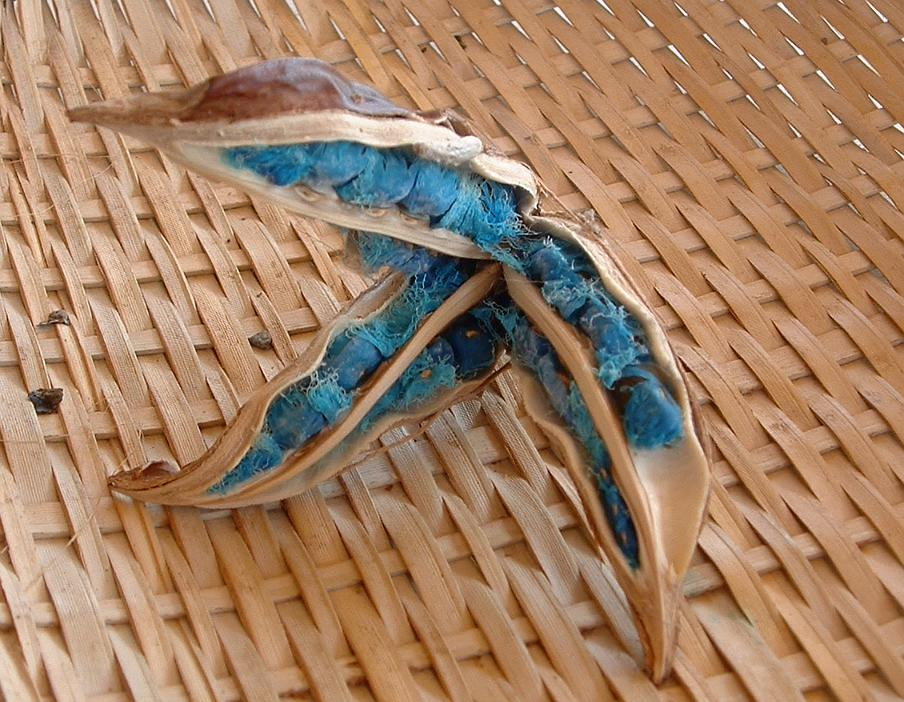
Sementes de Ravenala madagascariensis.

O Millennium Seed Bank Project (Projeto Banco de Sementes do Milênio) é um projeto internacional de conservação coordenado pelos Jardins Botânicos Reais de Kew. Iniciado no ano 2000 e abrigado no Millennium Building (Edifício Milênio), da fundação Wellcome Trust, localiza-se nos terrenos do Wakehurst Place em West Sussex, seu propósito é proporcionar uma "salvaguarda" contra a extinção de plantas em meio silvestre, armazenando sementes para uso futuro.